# Diacyclops michaelseni
Diacyclops michaelseni – gatunek widłonoga z rodziny Cyclopidae; nazwa naukowa gatunku została po raz pierwszy opublikowana w 1901 roku przez czeskiego zoologa A. Mrázka.